# Margot Durrmeyer
Pour les articles homonymes, voir Durrmeyer.
Margot Durrmeyer, née le 10 janvier 1920 à Hagondange en Moselle, morte le 2 décembre 2005 à Metz, est une militante des Jeunesses communistes, résistante, un des principaux membres du « groupe Mario », déportée, membre militante de la Fédération nationale des déportés et internés résistants et patriotes. Une rue porte son nom à Metz.

## Biographie
Marguerite Durrmeyer est née à Hagondange en Moselle le 10 janvier 1920. Elle est la sixième des sept enfants de Pierre Durrmeyer, ouvrier et militant communiste, et de Caroline Solt.
Elle va travailler à Paris vers 1935 comme nurse, et milite aux Jeunesses communistes ; elle vend L'Avant-Garde le dimanche. Elle y connaît les événements du Front populaire. Elle retourne parfois en Moselle et participe à de manifestations ; elle prend la parole le 14 juillet 1936 à Hagondange devant 20 000 personnes au nom des Jeunesses communistes et appelle à s'opposer à la propagation en France du fascisme sévissant en Allemagne.
Elle entame des études d'infirmière, interrompues par la Seconde Guerre mondiale. Elle travaille alors dans une cimenterie en 1939-1940. Après l'annexion du département par l'Allemagne, elle est convoquée pour travailler dans un hôpital militaire mais refuse de travailler pour les Allemands, et se retrouve sans emploi.
Fin 1940, elle parcourt le département à bicyclette avec le militant Charles Hoeffel pour faire le point des militants syndicaux et communistes pouvant être sollicités. C'est l'embryon du futur groupe de résistance « Mario » fondé par Jean Burger. Celui-ci la sollicite pour diverses opérations de résistance, et notamment pour prendre contact avec les prisonniers de guerre soviétiques internés au camp du Ban-Saint-Jean. Elle participe à un vol des papiers nécessaire pour imprimer les tracts clandestins, recueille des renseignements dans les centres industriels, y diffuse les tracts, et effectue plusieurs transports d'armement.
Surprise à traverser la frontière, elle est renvoyée de la Reichsbahn et devient pontonnière de laminoir à l'usine d'Hagondange. S'étant cachée chez une amie, elle y est arrêtée le 11 octobre 1943 ; emprisonnée trois semaines par la Gestapo, elle est torturée, puis transférée à Sarrebruck où elle est emprisonnée au Lerchesflur jusqu'en juillet 1944, ensuite au fort de Queuleu près de Metz, puis au camp de Rothenfells près de Gaggenau en Allemagne. Elle essaye d'y organiser un petit groupe mais est dénoncée et interrogée par la Gestapo de Strasbourg. Envoyée au camp de concentration de Natzweiler-Struthof puis au camp de Schirmeck, elle s'y cache puis s'en échappe fin novembre 1944, et se réfugie au couvent des Carmélites de Molsheim peu avant l'arrivée des Alliés. Elle rentre à Hayange en décembre 1944.
Après la guerre, elle épouse en 1946 Fernand Obrecht et participe à la fondation de l'Association des déportés de la Moselle. Elle devient en 1988 la liquidatrice du Groupe « Mario » et cherche à faire valoir les droits de ses anciens membres.
Elle meurt à Metz le 2 décembre 2005.

## Distinction
- Médaille de la Résistance française (décret du 31 mars 1947)[4]